# Dirk Reitsma
Dirk Reitsma (Velp, 17 november 1923 – 17 februari 1999) was een Nederlands politicus van de VVD.
Hij werd geboren als zoon van K. Reitsma (1897-1979) die toen directeur van de vleeskeuringsdienst van de gemeente Rheden was en later directeur werd van het Openbaar Slachthuis in Leiden. Dirk Reitsma ging in Den Haag en later Leiden naar de gymnasium. Naast zijn rechtenstudie aan de Rijksuniversiteit Leiden was hij werkzaam als klerk bij dat Openbaar Slachthuis en ambtenaar bij de afdeling onderwijs van de gemeente Leiden. Na te zijn afgestudeerd in de rechten ging hij in 1957 als commies werken bij de afdeling algemene zaken van het kabinet van de burgemeester van Amsterdam waar hij het bracht tot hoofdcommies. In januari 1961 werd Reitsma benoemd tot burgemeester van Warnsveld en in december 1972 volgde zijn benoeming tot burgemeester van Menaldumadeel. Van mei 1979 tot zijn pensionering in december 1988 was hij de burgemeester van Vught. Begin 1999 overleed Reitsma op 75-jarige leeftijd.